# 丙兔
丙兔，蒙古史籍称炳图伊勒登（16世纪—1588年），汉文史籍称兵兔、宾兔，孛儿只斤氏。16世纪蒙古右翼土默特部的属部委兀慎（畏吾儿亲族）領主，达延汗第三子巴尔斯博罗特之孙，俺答汗的第四子。
嘉靖三十八年（1559年），丙兔随父亲俺答汗进入青海，赶走亦不剌的部属卜儿孩。俺答汗东回后，派丙兔率部留居西海。隆庆五年（1571年），明穆宗封他为指挥同知。与明朝互市于宁夏中卫，万历二年（1574年），改在甘肃扁都口（在今甘肃民乐县）互市。万历三年（1575年）至五年，迎请索南嘉措，俺答汗命他在西海建仰华寺。万历六年（1578年），参与仰华寺大法会，正式皈依格鲁派。万历八年（1580年），掠夺明朝内地人畜，被俺答汗斥责，于是归还。万历十五年（1587年），和儿子真相台吉渡过黄河，在今青海贵南县一带的莽剌川游牧，在洮河与明军冲突。他死后，真相台吉率部居住在莽剌川。他有三个儿子：真相台吉、土麦台吉、傻代台吉。